# Orica albovirgulata
Orica albovirgulata – gatunek chrząszcza z rodziny kózkowatych i podrodziny zgrzypikowych. Jedyny przedstawiciel rodzaju Orica.

## Zasięg występowania
Gatunek ten występuje na Madagaskarze.